# 多氏秘海鯰
多氏秘海鯰為輻鰭魚綱鯰形目海鯰科秘海鯰屬的其中一種，分布於亞洲湄公河流域，體長可達26公分，棲息在底層水域，屬肉食性。